# 四大茶市
中国四大茶市是中国四个最重要的茶叶贸易的城市，主要指明朝和清朝时期。它们是
- 位于湖南的长沙
- 位于江西的九江
- 位于广东的广州
- 位于浙江的杭州